# Eliasz II (hrabia Maine)
Eliasz II (ur. 1115, zm. 15 stycznia 1151 w Tours) – hrabia Maine, młodszy syn Fulka V, hrabiego Andegawenii, i Ermengardy, hrabiny Maine, córki hrabiego Eliasza I.
Wydaje się, że ojciec przeznaczył dla niego hrabstwo Maine, ale jego starszy brat Godfryd odmówił przekazania hrabstwa Eliaszowi. Ten w 1145 r. zbuntował się przeciw bratu. Został jednak pokonany i uwięziony w Tours. Zmarł w niewoli w 1151 r.
Ożenił się z Filipą, córką Rotrou III, hrabiego du Perche, i Matyldy, nieślubnej córki króla Anglii Henryka I. Eliasz i Filipa nie mieli razem dzieci.